# Цмилянич, Борис
Борис Цмилянич (род. 17 марта 1996, Биело-Поле) — черногорский футболист, нападающий.

## Клубная карьера
В январе 2018 года стал игроком словакского клуба «Слован» Братислава. 5 мая 2018 года в матче против клуба «Ружомберок» дебютировал в чемпионете Словакии.
В сентябре 2022 года перешёл в черногорский клуб «Дечич».
В июле 2023 года подписал контракт с клубом «Кызыл-Жар».

## Достижения
«Слован» Братислава
- Чемпион Словакии: 2018/19

## Клубная статистика
| Игровая карьера | Игровая карьера     | Игровая карьера | Лига | Лига | Кубки | Кубки | Межд. | Межд. | СК | СК |
| --------------- | ------------------- | --------------- | ---- | ---- | ----- | ----- | ----- | ----- | -- | -- |
| 2020/21         | Слован (Братислава) | А               | 1    | 0    | —     | —     | 1     | 0     | —  | —  |
| 2020/21         | Сараево             | А               | 2    | 0    | —     | —     | —     | —     | —  | —  |
| 2021/22         | Сараево             | А               | 15   | 2    | —     | —     | —     | —     | —  | —  |
| 2022/23         | Дечич               | А               | 25   | 7    | 3     | 1     | —     | —     | —  | —  |
| 2023            | Кызыл-Жар           | А               | 9    | 2    | —     | —     | —     | —     | —  | —  |
| 2024            | Кызыл-Жар           | А               | 10   | 2    | 2     | 1     | —     | —     | —  | —  |